# رمولوس کبیر
رمولوس کبیر نمایش‌نامه‌ای از فردریش دورنمات است. این نمایشنامه توسط حمید سمندریان به فارسی ترجمه و منتشر شد. همچنین با کارگردانی نادر برهانی‌مرند در سال ۱۳۸۸ در سالن اصلی تئاتر شهر در تهران به روی صحنه رفت.

## داستان
رومولوس کبیر امپراتور روم است که طی سال‌ها خود را به عنوان امپراتوری بی‌کفایت به مردم شناسانده‌است. در زمان حمله آلمان‌ها نیز، برخلاف تلاش‌های درباریان و حتی خانواده رومولوس، باعث از دست رفتن خاک روم و تصرف آلمان‌ها می‌شود.
اما واقعیت چیز دیگری‌ست و در انتهای داستان، رومولوس تمام عقایدش را برای آلمان‌ها فاش می‌کند.